# Рубцов, Фёдор Дмитриевич
Фёдор Дмитриевич Рубцов (1896—1941) — советский военачальник, генерал-майор (1940), участник Первой мировой, Гражданской, Советско-финской и Великой Отечественной войн.

## Биография
Фёдор Рубцов родился 25 декабря 1896 года в селе Кулешово  (ныне — в Суворовском районе, Тульская область) в рабочей семье. После окончания сельской школы работал батраком. В 1915 году был призван на службу в царскую армию, до 1917 года участвовал в Первой мировой войне, дослужился до звания унтер-офицера.
В феврале 1918 года Рубцов пошёл на службу в Рабоче-крестьянскую Красную Армию. Принимал участие в Гражданской войне, воевал на Юго-Западном и Южном фронтах. Участвовал в переходе через Сиваш и разгроме войск генерала Врангеля в Крыму. В 1922 году Рубцов окончил пехотную командную школу, с 1923 года — командовал батальоном. После окончания в 1924 году высших командных курсов «Выстрел» ещё в течение трёх лет командовал батальоном. 

Федора Дмитриевича Рубцова я знал по нескольким годам совместной службы в 65-й дивизии. Выходец из беднейших крестьян, он прошёл в армии путь от солдата до командира, имел большой опыт гражданской войны и серьёзную военно-академическую подготовку. Но все это пришло не сразу и далеко не просто. Когда Рубцов впервые держал экзамен в академию, то в простеньком диктанте сделал сорок ошибок. Провалился, конечно. С тем большим упорством вновь сел за учебники. И на следующий год выдержал экзамены блестяще по всем предметам.— Зороастров П. Это было под Краславой. — Очёр, 1983.
В 1930 году Рубцов окончил военную академию имени Фрунзе, после чего в течение четырёх лет был начальником оперативного отделения штаба дивизии, а затем в 1934—1936 годах командовал полком. 24 декабря 1935 года ему было присвоено звание полковника. В 1936—1938 годах Рубцов был начальником штаба 112-й стрелковой дивизии, а в 1938—1940 годах — командиром этой же дивизии. 17 мая 1939 года ему было присвоено звание комбрига. На этой должности участвовал в советско-финской войне. С 28 января по 26 апреля 1940 года командовал 8-й Минской Краснознаменной стрелковой дивизией им. Ф. Э. Дзержинского. После войны стал командиром 1-го стрелкового корпуса. 4 июня 1940 года ему было присвоено звание генерал-майора.

### Великая Отечественная война
В начале Великой Отечественной войны большая часть 1-го стрелкового корпуса погибла, сражаясь в белостокском выступе. После выхода из окружения и недолгого пребывания в Москве 31 июля 1941 года назначен командиром 66-го стрелкового корпуса, который оборонялся в Полесье, затем в составе 21-й армии.
На завершающем этапе Киевской оборонительной операции корпус прикрывал отход сил Юго-Западного фронта, оказавшихся в окружении. 19 сентября 1941 года при попытке выхода из окружения был ранен в ногу и захвачен в плен. В этот же день в плену расстрелян. Похоронен в с. Калайдинцы Лубенского района Полтавской области.

### Награды
- Орден Ленина посмертно (1941)[3].
- два ордена Красного Знамени (1920, 1940)[1].